# Hillsborough (Carriacou)
Hillsborough és la vila més gran de l'illa de Carriacou, a l'arxipèlag de les Grenadines i exerceix la capitalitat de la dependència de Carriacou i Petita Martinica de l'estat caribeny de Grenada.
La seva població ronda els 800 habitants. Es troba gairebé al mig de l'illa i és el seu centre econòmic. Compta amb un petit hospital, quarter de policia i escoles.
Una font d'ingresos cada vegada més important és el turisme. El seu port és força actiu i, des d'ell, surten ferries cap a l'illa de Grenada, a la Petita Martinica i a les Grenadines. També compta amb un aeroport a només 1 km de distància.

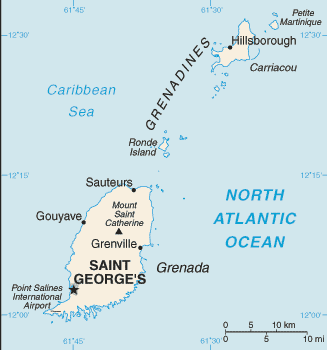
Localització de Hillsborough al nord de l'estat de Grenada.